# NGC 1463
NGC 1463 este o galaxie spirală situată în constelația Reticulul. A fost descoperită în 6 octombrie 1834 de către John Herschel.